# 亨利·盖茨被捕事件

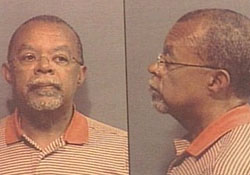
亨利·路易斯·盖茨

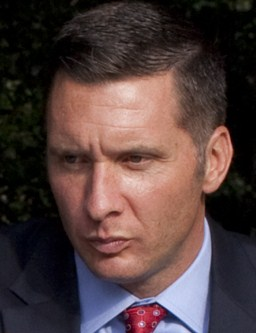
詹姆斯·克劳利

亨利·路易斯·盖茨被捕事件是一起在美国引发种族歧视争议的事件。
2009年7月16日，美国哈佛大学知名黑人教授亨利·路易斯·盖茨返回麻萨诸塞州剑桥市的自家住所时，因门锁锁死而强行打开大门。一位邻居把他误认为破门而入的盗窃者，于是打电话报警。盖茨向警察出示了身份证件，表明他是房主，但由于他与白人警官詹姆斯·克劳利发生争执，被警察以行为不端逮捕，这一指控后来被撤销。
实施逮捕的詹姆斯·克劳利说，盖茨教授当时行为粗鲁。盖茨教授则说，自己是种族脸谱化的受害者，被逮捕是因为自己的黑皮肤，而不是因为做了什么错事。有关盖茨的风波已导致全国把注意焦点转向种族偏见问题。民权领袖几十年来一直抱怨警方时常不公正地把少数族裔作为勒令停车或者刑事调查的優先对象。克劳利是剑桥警局一位可敬而且经验丰富的警察，他曾经教育新警察如何避免种族成见。

## 美國總統評論

### 奥巴马周三斥警员行为愚蠢
星期三美国总统奥巴马在记者会上被问到他的朋友盖茨被逮捕一事。奥巴马先说当时不在现场，无法得知全貌，又说要是他想撬开白宫大门，应该会被枪杀。并批评逮捕盖茨是愚蠢的举动，「长久以来，我国非裔及拉丁美洲裔比较容易遭执法人员扣留，这是事实。」。奥巴马的话引起麻萨诸塞州警察工会强烈批评，麻萨诸塞州警察工会星期五为维护克劳利举行集会，工会官员要求总统为自己先前的评论道歉。

### 奥巴马周五认为原先措辞失当
星期五奥巴马在白宫新闻发布会告诉记者，已经和这起案件中负责逮捕的克劳利警官通过电话。奥巴马说克劳利是一名杰出的警官，和一位好人。“因为这一事件掀起了风波，而我又从中推波助澜，所以我希望明确表示，由于我的用词不当不幸给人留下的印象是我中伤了剑桥警局或者克劳利警佐，我原该使用更正确的不同言辞，我也已经把这些话告诉了克劳利警佐。”奥巴马总统星期五也打电话给盖茨教授，白宫说，两人进行了积极正面的讨论。

### 奥巴马希望盖茨事件坏事变好
奥巴马总统还表示希望盖茨事件最终会坏事变好事。奥巴马说：“我希望这次事件最终产生的一个结果是一个有教育意义的时刻，在那种时刻我们大家不但不提高声调，反而更多地相互倾听，并把注意力放在如何从总体上改善警方与少数族群间的关系方面，而且我们不再相互指责，而用更多的时间来思考我们可以采用什么方式来加强团结。上帝明白这正是我们目前所需要的。”
奥巴马总统对盖茨案例的评论是近日来白宫注意力转向的主要因素，而且使得人们的注目焦点移出奥巴马在国内的首要当务之急，即歐巴馬健保，而这正是奥巴马努力寻求公众支持的项目。

## 後續

### 啤酒峰会
7月30日，美国总统奥巴马在白宫草坪上和盖茨、克劳利一起喝啤酒。拜登副总统也参加了这次聚会。聚会后奥巴马感谢盖茨和克劳利应邀参加这次“友好、引人深思的对话”。奥巴马说：“我一直深信将我们凝聚在一起的力量要大过阻隔我们的力量。今晚发生的一切让我信心倍增。我希望我们每个人都可以从这段“小插曲”中吸取正面的经验。”